# Церковь Покрова Пресвятой Богородицы (Мешковская)
Церковь Покрова Пресвятой Богородицы  (Свято-Покровская церковь) — бывший православный храм в станице Мешковской Раздорская Ростовской области.

## История
В фонде Донской духовной консистории имеются документы, связанные с постройкой церкви в хуторе Мешкове. В них обосновывается необходимость постройки церкви именно в этом хуторе, в приход, которой должны были войти ещё 13 хуторов станицы Мигулинской: Позняков (расположен в 15 верстах от хутора Мешкова), Павлов (в 13 верстах), Верхняковский (в 9 верстах), Назаров (в 2 верстах), Попов (в 1 версте), Меловатский (в 6 верстах), Калмыков (в 7 верстах), Скильнов (в 5 верстах), Ежов (в 7 верстах), Колодезной (в 12 верстах), Сетраков (в 22 верстах), Альховский и Вежинский (в 24 верстах).
Покровская церковь хутора Мешкова была построена в 1857 году, она была деревянной, с колокольней, покрытая железом и каменной оградой. В ней было два престола — главный во имя Покрова Пресвятой Богородицы и придельный во имя чудотворца Николая. 1 октября 1890 года при церкви открылась школа грамоты; 15 сентября 1897 года она была переименована в церковно-приходскую женскую школу, которая содержалась на средства церкви. В начале XX века эта церковь сгорела и на её месте в 1903 году был построен деревянный молитвенный дом с небольшой колокольней. В 1904 году в станице Мешковской был построен и освящён каменный трёхпрестольный Свято-Покровский храм. 
До начала коллективизации в СССР, в нём велись церковные службы для прихожан станицы и близлежащих хуторов. Позднее храм был разграблен и переоборудован под склад. Еще в годы Великой Отечественной войны в Покровском храме проходили богослужения, но в 1955 году храм по распоряжению местных властей был снесен.
В 1981 году по желанию жителей станицы Мешковской было принято решение в память о храме установить на месте алтаря Памятный крест с мемориальной доской и изображением бывшего храма. Крест был изготовлен в 2001 году и установлен на месте, где стоял храм. Памятный Крест был освящен благочинным из станицы Вёшенской — отцом Владимиром (Поляков), настоятелем Свято-Покровского храма посёлка Чертковского — отцом Романом (Власенко) и настоятелем Свято-Покровского прихода — отцом Константином (Кудинов). В настоящее время в Великие Православные праздники станичники проводят Крестный ход к Памятному кресту с исполнением положенных обрядов.
В настоящее время в станице работает Свято-Покровский приход Вёшенского благочиния, настоятелем которого является протоиерей Владимир Лавлинский.